# ميلوس نيكوليتش
ميلوس نيكوليتش (22 فبراير 1989 في صربيا - ) هو لاعب كرة قدم صربي في مركز الدفاع. لعب مع نادي المنامة ونادي سبارتاك ترنافا ونادي ياغودينا وFK Teleoptik ‏ وFK Sloga Kraljevo ‏ وFK Srem ‏ وFK Dinamo Vranje ‏ ونادي سميديريفو ‏ وزلاتي مورافسي ونادي ميتالاك.

## وصلات خارجية
- ميلوس نيكوليتش على موقع قاعدة بيانات كرة القدم.إي يو (الإنجليزية)
- ميلوس نيكوليتش على موقع Soccerbase.com (لاعب) (الإنجليزية)
- ميلوس نيكوليتش على موقع Soccerway.com (الإنجليزية)
- ميلوس نيكوليتش على موقع عالم كرة القدم.نت (الإنجليزية)